# Línea 542 (Mar del Plata)
La Línea 542 es una línea de colectivos del Partido de General Pueyrredón la cual está identificada con el color rojo y es operada por Transporte 25 de Mayo S.R.L. Une la intersección de las Avenidas Carlos Gardel y Juan B. Justo con el Aeropuerto y Aquasol.

## Recorrido
Haciendo Clic Aquí podrán visualizarse todos los ramales de la Línea 542.

### Aeropuerto

#### Ida
Autovía 2 - Beruti - Malvinas - Necochea - Olazábal - 11 de Septiembre - España - Av. Pedro Luro - Av. Patricio Peralta Ramos - Buenos Aires - Bolivar - Santiago del Estero - Avellaneda - 14 de Julio - Av. Juan B. Justo.

#### Vuelta
Av. Juan B. Justo - Dorrego - Alvarado - Santa Fe - Belgrano - Av. Patricio Peralta Ramos - Diagonal Alberdi Sur - Av. Pedro Luro - Jujuy - 3 de Febrero - San Juan - Ituzaingó - Teodoro Bronzini - Beruti - Autovía 2.

### Est. Camet

#### Ida
Viedma - La Laura - C. C González Segura - C. Nahuel Huapi - Florencio Camet - Viedma - Carlos Moyano - Autovía 2 - Beruti - Malvinas - Necochea - Olazábal - 11 de Septiembre - España - Av. Pedro Luro - Av. Patricio Peralta Ramos - Buenos Aires - Bolivar - Santiago del Estero - Avellaneda - 14 de Julio - Av. Juan B. Justo.

#### Vuelta
v. Juan B. Justo - Dorrego - Alvarado - Santa Fe - Belgrano - Av. Patricio Peralta Ramos - Diagonal Alberdi Sur - Av. Pedro Luro - Jujuy - 3 de Febrero - San Juan - Ituzaingó - Teodoro Bronzini - Beruti - Autovía 2 - Florencio Camet - C. Nahuel Huapi - C. C González Segura - La Laura - Viedma.

### Rondín Camet-Aquasol

#### Servicio circular
Autovía 2 - C. Comodoro Rivadavia -  Florencio Camet - Viedma - Carlos Moyano - Autovía 2.

### Rondín Aquasol y Cobo
Los servicios a Aquasol se prestan de lunes a sábado hábiles de 06:00 a 21:00 con un rondín que realiza el recorrido "Camet-Aquasol", el cual funciona sin doble pago y con combinación siempre a un coche de la Línea 542 en la Estación Camet hacia o desde el centro. Los pasajeros que viajen con destino Aquasol, deberán descender de la unidad y abordar el rondín presentando el boleto o la tarjeta SUBE, mientras que quienes viajen al centro abonan su pasaje en el rondín y descienden del coche en la Estación Camet para efectuar combinación.
El rondín tiene horarios de salida desde Camet a los '10 y '40 minutos de cada hora, mientras que desde Aquasol parten servicios a los '20 y '50 minutos de cada hora. Los días domingos, feriados, y luego de las 21:00 el servicio es directo, sin combinación.
De marzo a diciembre a las 08:10, 12:10 y 17:10 el recorrido del rondín se extiende hasta la Estación Cobo, con horarios de regreso a las 08:23, 12:23 y 17:23.

#### Servicio circular
Autovía 2 - C. Comodoro Rivadavia -  Florencio Camet - Viedma - Carlos Moyano - Autovía 2.

## Frecuencias
De lunes a sábado hábiles, cada 15 minutos circula una unidad de la Línea 542. Cada 30 min una sale desde el interior del Aeropuerto, y cada 30 min una se dirige a la Estación Camet, combinando con el mencionado rondín. Los servicios a Aquasol los días domingo tienen una frecuencia de 1 h 15 min.